# ريان أوجير
ريان أوجير (بالإنجليزية: Ryan Auger)‏ هو لاعب كرة قدم بريطاني في مركز الهجوم، ولد في 9 مايو 1994 في كامبريدج في المملكة المتحدة. لعب مع نادي ساوثيند يونايتد.

## وصلات خارجية
- ريان أوجير على موقع قاعدة بيانات كرة القدم.إي يو (الإنجليزية)
- ريان أوجير على موقع Soccerbase.com (لاعب) (الإنجليزية)